# Karate med tradicijo in športom
Karate med tradicijo in športom je publicistično delo avtorja Silvestra Vogrinca. Knjiga je izšla leta 1999 (COBISS)

## Značilnost
Karate med tradicijo in športom je prva knjiga, ki na objektiven in verodostojen način prikazuje razvoj karateja v svetu. Pred tem so posamezne zveze in šole karateja podajale enostransko oceno in oris samo ene veje karateja. Zato avtor ni samo zbral številne informacije iz raznih tujih knjig, revij in člankov, temveč jih je tudi kritično pretresel in ovrednotil. Zajel je tako "tradicionalni" (ITKF) kot "športni" (WUKO) karate ter opisal prizadevanja za olimpijsko priznanje karateja.

## Vsebina
V knjigi so predstavljena 4. razvojna obdobja karateja (zgodovina), podan je seznam svetovnih in evropskih prvakov, 29. življenjepisov akademikov karateja ter 8. najboljših tekmovalcev.

## Ocene
Knjiga je prva celovita in objektivna zgodovina karateja v svetu.